# 大茶飯
《大茶飯》（英文：Gangster Pay Day）是2014年上映的港產片，由黃秋生、蔡卓妍、黃又南、陳惠敏、吳志雄、姜浩文、吳浩康、艾威、張同祖主演，李保樟執導，黃偉亮任動作設計。

## 劇情
香港地搵食艱難，連江湖中人也紛紛轉型。過氣江湖大佬阿鬼見夜場生意欠佳，決定聯通兄弟二哥，B哥和阿良轉型，卻毫無頭緒。一晚，茶餐廳老闆娘阿媚送外賣時被留難，幸得阿良出手相救而結緣。阿鬼辦完亡母喪事後經過阿媚的茶餐廳，因為一杯柑橘蜜而喜歡上阿媚，誰知阿良也對阿媚芳心暗許。地產商Bill是阿鬼的對頭，為了發展項目而苦纏阿鬼，不惜一切要令阿鬼賣出茶餐廳的舖位，無奈阿鬼堅拒答允。阿良意外死亡，阿鬼不得不對Bill作出反擊，於是聯同CID張sir，誓要將Bill繩之於法。劇末，茶餐廳在阿鬼，二哥，B哥與阿媚的悉心打理下，生意蒸蒸日上，讓而死去的阿良也得到安慰。

## 演員
- 黃秋生 飾 鬼 / 黃金貴
- 蔡卓妍 飾 媚 / 李麗媚
- 黃又南 飾 良 / 吳家良
- 陳惠敏 飾 二哥 / 陳   義
- 吳志雄 飾  B哥 / 黃志雄
- 姜皓文 飾 Bill
- 艾　威 飾 張 Sir
- 張同祖 飾 坤叔
- 吳家麗 飾 佩珍
- 吳浩康 飾 Bill手下
- 黃岳泰 飾 泰哥
- 羅永昌 飾 大佬昌